# Штанюк, Сергей Петрович
Серге́й Петро́вич Штаню́к (белор. Сяргей Пятровiч Штанюк; 13 августа 1973, Минск, Белорусская ССР, СССР) — белорусский футболист, защитник.

## Карьера

### Клубная
Воспитанник знаменитой СДЮШОР-5 (Минск). Выступал за «Динамо-93», минское и московское «Динамо», английский «Сток Сити», «Шинник», запорожский «Металлург». В 2001 году болельщики «Сток Сити» признали его игроком года. В 2007 году был игроком клуба «Луч-Энергия», выступавшего в Премьер-лиге России. В январе 2008 года перешёл в клуб «Ростов», в 2007 году вылетевший из Премьер-лиги, а по итогам сезона 2008 года в неё вернувшийся. 19 января 2009 года стало известно, что Сергей подписал контракт с выступающей в Первом дивизионе владикавказской «Аланией». По окончании сезона 2009 решил покинуть клуб и завершить футбольную карьеру.
В российской Премьер-Лиге провёл 225 матчей, забил 14 мячей.

### В сборной
Выступал за национальную сборную Беларуси, провёл 72 матча, забил 3 гола, одно время был её капитаном.

## Достижения
«Динамо» Минск
- Чемпион Беларуси: 1994/95

«Динамо-93»
- 2-е место в чемпионате Беларуси: 1993/94
- 3-е место в чемпионате Беларуси: 1992/93

«Ростов»
- Победитель первого дивизиона первенства России 2008.

## Личная жизнь
Был женат на белорусской певице и гимнастке Наталье Пальчевской. Развёлся в 2019 году. Есть сын Матвей.